# Zaouiet Kounta (distrito)
Zaouiet Kounta é um distrito localizado na província de Adrar, no centro-sul da Argélia.